# ワンダと巨像
『ワンダと巨像』（ワンダときょぞう、英題：Shadow of the Colossus）は、 2005年にソニー・コンピュータエンタテインメント（のちのソニー・インタラクティブエンタテインメント）からリリースされたアクションアドベンチャーゲーム。キャッチコピーは「最後の一撃は、せつない。」。
初版はPlayStation 2向けのパッケージソフトであり、2005年10月27日に発売された。
人気作となり、2006年6月8日には普及版（廉価版）の「PlayStation 2 the Best」が発売された。
2011年9月22日にはPlayStation 3用の「HDリマスター版」が発売され、2012年1月31日にはダウンロード版が発売された。
2018年2月8日にはブルーポイントゲームズ社によるPlayStation 4用のフルリメイク版が発売され、「フォトモード」も追加された。PS4版はパッケージで購入することも、PlayStation Storeでダウンロードすることもできる。

## 概要
『ICO』を手掛けた上田文人とその開発チームによるゲーム作品。独特の空気感があり幻想的で美しい世界で物語が展開する。
プレイヤーは主人公の青年ワンダを操作する。ワンダは少女モノの失われた魂を取り戻すため、神殿（祠）を訪れる。すると「お告げ」の声が響き、モノの魂をとりもどすには16柱の巨像を倒すことが必要だと告げられる。それを実行するために、各地を巡り、自力で巨像を1柱1柱探し出し、ひとつひとつ倒していく。
古えの地にはワンダの他には誰もいない。ワンダが利用できるものは２つある。ひとつは剣で、これは高くかかげると光を放ち巨像がいる土地の方角を漠然と示してくれる。もうひとつはアグロという馬で、これはワンダの相棒のような存在であり、その背に跨がることで素早く移動できる。
あとは自分自身の知恵だけで巨像を倒していかなければならない。巨像は大きいものでワンダの数十倍もの大きさだが、その巨体にしがみつき、よじ登りながら戦う。
古えの地には荒野、砂漠、丘、崖、草原、湖、渓流、古代遺跡などがあり、詩的で幻想的な世界観とその視覚的な表現手法、またそれに合わせた環境音と雰囲気のある音楽の対比的な使用などが世界的に高く評価され、また巨像を倒すため「巨像の体表の毛を手でつかむ、そしてよじ登る」という動作をゲームの軸としたアイディアも、それまでのゲームになかったものであり、それらが総合的に高く評価され best video games ever made賞など世界の様々な賞を受賞した。

### PlayStation 2版における次世代の映像表現の導入
PlayStation 2版については、細かな質感を表現する上で必要なプログラマブルシェーダーが搭載されておらず、CPU速度やメモリ容量にも余裕がないPlayStation 2であるにもかかわらず、次世代機以降でプログラマブルシェーダーを用いて行うような人間の視覚特性や物理現象を模倣する下記の映像表現（擬似手法ではあるが）を先取りして実現している。
その反面、多大な処理負荷が生じるため、ゲーム中のフレームレートは常時低めとなっている。本作はPlayStation 3の発売を控えたタイミングで開発されたこともあり、現行機のゲーム開発で蓄積されたノウハウを集約して、次世代機のゲームのプロトタイプを示す側面もあった。
- 疑似ハイダイナミックレンジレンダリング
- 動的トーンマッピング
- モーションブラーと残光効果
- ステンシルシャドウボリューム技法によるセルフシャドウ
- 多層シェル構造方式によるファーシェイダー
- 疑似ボリュームパーティクル
- 疑似光散乱シェーダー

## ゲームシステム
3D方式であり、三人称視点である。オープンワールド方式になっており、古えの地の各エリアをシームレス（継ぎ目無し）に移動することができる。
ミニマリズム的なゲームシステムを採用しており、量的な要素は「握力」と「体力」しかなく、それらもゲージで漠然と示されているだけである。ワンダの最大体力（基礎体力）は巨像を倒すたびに少しずつ大きくなり、また「光るトカゲ」の尻尾や木の実を食べることでも大きくなる。
序章
まず、神殿（祠）のシーンから始まる。「お告げ」の内容が、プレーヤーに「するべきこと」を、ゲームの目標を明示してくれる。
本章の基本パターン
ワンダが神殿を後にしてからは、物語のいわば「本章」に当たり、お告げで言われたように16柱の巨像を倒していき、次のようなことを16回繰り返すことになる。
1. 剣を高くかざす。すると剣が光を放ち、巨像がいる地がどの方角にあるか漠然と示してくれるので、アグロに乗馬しその方角へと旅をする。
2. 道中で果物やトカゲを見つけて手に入れるとワンダの基礎体力が上昇する。
3. 巨像がいるであろう土地にたどり着くと、それ以上は剣から光が出なくなるので、今度は自分自身の眼で周囲をよく見て巨像が隠れているかも知れないと思われる場所を探索する。
4. 巨像の居場所が一応は見えていても、大抵はその場所に直線的にはたどり着けず、そこまでの経路がパズルや迷路のようになっているので、それを自力で解く[注釈 5]。
5. 巨像を倒すためには巨像をよじ登らなければならないが、巨像のどこかの部位にまず「しがみつく」必要があり、まず「最初のひとつかみ」をする方法を自力で見つけなければならない。
6. 巨像にうまくしがみつけたら、振り落とされないように、その体表面（体毛）をしっかりと「握る」ためのボタンを押す。そして「握る」および「よじ登る」を繰り返す。（巨像の体表で振り回されている間にワンダの「握力」や「体力」が少しずつ消耗されるので、それを全部失ってしまう前に登りきらなければならない。無くなったら一旦ゲームが終了し、巨像に登る前の段階からやり直しになる。）
7. 巨像によじ登ったら、巨像の弱点を剣で突いて倒すべき段階に入る。弱点の正確な位置を知るには剣をかざす。すると剣の光が示してくれる。
8. 巨像を倒すと、神殿のシーンに戻り（回想シーン）、新たな「お告げ」、すなわち次の巨像を倒すのに役立つであろうヒントを聞く。

16柱の巨像はひとつひとつの名前が不明であるが、実際には巨像のひとつひとつ形状が大きく差別化されており、行動、ワンダに対する反応、弱点の部位、いずれも異なる。そのため、それらを見極めた上で巨像と戦う必要がある。巨像によっては周囲の地形を利用した戦い方を求められる。なお巨像の自然な動作、まるで生き物のような振る舞いはAIで生み出されている。
なお、本ゲームは一度コンプリートした（ゲームの結末までたどりついた）後も何度も楽しめるようになっている。巨像は1度倒すと、その巨像に関しては「タイムアタックモード」を選択できるようになる。「タイムアタックモード」では、より短い秒数で巨像を倒すことを目指していく。また巨像を2柱倒す毎に入手できるボーナスアイテムが、難易度「ノーマル」と「ハード」で各8個ずつ存在するので、難易度「ノーマル」でコンプリートしたら次は「ハード」で再挑戦することもできる。

## ストーリー
ワンダは、呪われし運命により生け贄にされて魂を失ってしまった少女・モノの魂を呼び戻すために、けっして足を踏み入れてはならない禁足地とされている「古えの地」の中央にある、巨大な神殿「古の祠」を訪れた。
「古えの祠」でワンダは、大いなる存在であるドルミンの天の声により、少女の魂を戻す方法を教えられる。それは、「古えの祠」にある16体の偶像と対になっている、古えの地に存在する16体の巨像を倒すことだった。かざした剣の光に導かれ、ワンダは巨像を倒すため愛馬アグロと共に、古えの地を駆け回っていく。たった一人の少女の命を救うためだけに、罪なき16体もの巨像の命を奪おうとするワンダ。それは少年の独善的なエゴでしかなく、部族では禁じられた禁忌の所業であった。各地にある巨像を殺すたびに、ワンダに「ヘビのような黒い影」が入り込んでいき、次第にワンダの身体は呪いのように「黒い影」によって侵されていく。
やがて、16体目の巨像を倒した頃、ワンダの行いを止めようと、呪術師エモンとその部下たちが「古えの祠」に訪れる。そこに死者の魂たちに取り憑かれてしまった、巨像と同じ角をはやし蒼い瞳をしたワンダが現れる。エモン達は反逆者であるワンダに矢を浴びせ、剣で心臓を一突きにして殺してしまう。すると、亡くなったワンダの身体が黒い影によって完全に覆われていき、死者と同様の姿となる。巨像を操っていたのは黒い影の死者たちであり、彼らはワンダと同じく「ドルミンに操られた者の末路」であった。
「我が身体を16の部位に刻み、我の力を封印してきた愚かなる人間どもよ……。我が名はドルミン……戦士の身体を借り今ここに蘇らん」
16体の石像に封印されていたドルミンは、「巨像討伐により全ての呪いを集約したワンダを殺害したこと」が最後の封印解除の引き金となって、ドルミンは復活を遂げる。ドルミンによって奪われたワンダの身体は、頭には角が生え、黒い影の死者たちをも取り込んでいき、これまで倒してきた巨像と同様に巨大になり、エモン配下の呪術師たちを撃退していく。ドルミンに恐れおののき呪術師たちが逃走していく中、エモンが「古えの剣」を祠の泉に投げいれると、封印の力が発動してドルミンは泉へと吸い込まれた。そして、唯一この禁足地と外界とをつないでいた橋も崩れ落ちてしまう。
やがて、魂をなくしていた少女モノが目を覚まし、傷ついたアグロに案内されていくと、ドルミンが封印された泉には、小さな角の生えた赤ん坊がいた。ワンダの面影のあるその赤ん坊を少女は優しく抱きかかえ、アグロと共に「古えの祠」の階段を登っていき、天空庭園に辿り着くのであった。

## 登場キャラクター
『ICO』と同じく、ゲーム中の台詞はすべて架空の言語である（日本語字幕付き）。
ワンダ（Wander）
声 - 野島健児
本作の主人公。少女の魂を呼び戻すために古えの地にやってきた青年。頑健な肉体を持ち、身軽で剣と弓の扱いに長けるほか馬術にも通じている。愛馬のアグロを連れている。
モノ（Mono）
声 - 生天目仁美
本作のヒロイン。魂を失った少女。ワンダにとって特別な存在のようであるが、具体的な関係は不明。なぜ魂を失ったかも、作中では明らかにされていない。
ワンダの活躍により魂が戻って復活した後、「ワンダと思われる赤ん坊」を連れて、古えの祠の上部にある空中庭園に行った所で物語は終わっている。
アグロ
ワンダの愛馬。第16の巨像を討伐する道中で、崩れた橋から落下してしまい、死亡したものと思われていた。しかしエンディングにて、後ろ足を骨折しながらも自力で古えの祠まで戻り、モノを連れて、ワンダと思われる赤ん坊の元へと導いた。その後、モノと共に古えの祠の上にある空中庭園まで登っていく。
ドルミン（Dormin）
声 - 中多和宏・氷上恭子
姿無き天の声。「魂を操る術」を持つと言い伝えられている大いなる存在。古えの祠では、おおまかな巨像の居場所を教えてくれる。ワンダが巨像と戦っている時には、巨像を倒すためのヒントを教えてくれる。
作中では多くは語られていないが、かつてエモンの一族の祖先たちが、ドルミンの強大な力に脅威を感じてドルミンの身体を16の部位に刻んで、16体の巨像と対になる石像に力を封印してきたと思われる。
エモン（Emon）
声 - 坂東尚樹
ワンダの行為を阻止する為に、武装した仲間たちと共にやってきた術士の老人。

## 収集アイテム
光るトカゲ
トカゲは古えの地の各地にどこにでもいるが、その中でも特定の場所にいるシッポの光ったトカゲを弓矢で攻撃すると、シッポを切り離せる。それを取得すると「握力ゲージ」をアップできる。
見晴台の上だけでなく、地面にいる場合もある。各地にある見晴台には必ず1～3匹いる他、それ以外の場所にも合計40か所トカゲが存在するポイントがある。ノーマルのタイムアタック報酬(8体撃破)により「トカゲの感知石」が手に入ると、地図に近くのトカゲが表示されるようになる。
果樹の実
マップ上のいたる所には果樹があり、果樹の実を弓矢で撃ち落として拾うと、ワンダの体力がアップする。
ハードモードのタイムアタック報酬(8体撃破)により「果樹の地図」が手に入ると、地図にまだ取得していない果樹の実がすべて表示されるようになる。
天空庭園
古の祠の最上部にある、遺跡のような庭園。古の祠の最下層の周縁から、蔦のある壁をつたって登っていく必要がある。
天空庭園には、体力と握力の最大値を減らす木の実「禁断の果実」がある。
謎の光
PS4版では、新規要素として「キラキラ輝く謎の光」が追加された。マップ上に79個隠されており、マップ画面で個数がカウントされている。謎の光にある程度近くに行くと、鉄琴のようなエフェクト音も再生される。また、ある程度近くに行かなければキラキラした光は表示されない。
ユーザーのPS4Trophiesは、彼の攻略グループで短期間のうちに79個全ての位置を調査したが、当初これらをすべて収集しても何も起こらなかった。PS4Trophiesとそのグループは「79の意味」を考えるうちに、79という半端な数であることから推理して、10進数の79が「16進数では4F」にあたることに気付く。『ワンダと巨像』のマップは、横軸には数字があり、縦軸にはアルファベットがつけられており、4Fは初期位置の古えの祠の場所であった。
この古えの祠の周辺を散策すると、光の粒が出ている壁がある。その壁の前で祈ることで壁が開き、その内部の秘密部屋において「ドルミンの剣」を入手できる。ドルミンの剣は、攻撃力は上がるが回復速度が下がる効果を持つ。
タイムアタック報酬
難易度ノーマル、難易度ハードにおいて、巨像を倒していくと、倒した巨像と対になっている偶像の前で祈ることで、タイムアタックにチャレンジできる。そこでタイム内に倒した巨像の数に応じて、クリア報酬アイテムがもらえる。

## 巨像
形状とサイズ
巨像は、禁断とされている古えの地の各地に点在している。人型、獣型、さまざまな姿をしており、陸や湖、空や砂漠の各地に生息している。16体存在しており、英語版では巨像はColossusと訳されている。
サイズは数メートル～百メートルを超えるものまでさまざまではあるが、人間と比べると総じて非常に巨大である。体に毛のような草が生えており、足場となる石材が組み込まれているため、そこをワンダが掴んだり足掛かりにして登っていくことができる。
魂を操る力を持つドルミンにより、古えの祠にある封印の像と対になる巨像に魂を入れられた「黒い影の死者たち」によって、巨像は動いていると推測される。巨像を破壊することで、対となる封印の像も破壊され、死者の呪いが破壊した者に取りつき、16体の破壊に失敗した者を新たな巨像の候補者にするサイクルとなっている。
急所と弱点
それぞれの巨像は青白く光る急所を1〜3つほど持っており、古えの剣で光を当てることで紋章が浮かび上がるほか、剣を持ったワンダが近くにいくことでも紋章が光るようになっている。
前述の「青白く光る急所」以外にも、赤い霧をまとった弱点を持っている巨像もおり、そこを攻撃することで態勢を崩したり、転倒させたり、剣を落とさせることができる。
巨像の討伐後
それぞれの巨像を倒すと、何本ものヘビのような黒い影がのたうちまわり、影がワンダの身体を侵食して、その瞬間に黒い影の力を取り込んで、握力ゲージとHPゲージが微増する。
その後、ワンダは最初の神殿に戻され、そこで倒した巨像の数だけ「黒い影の者たち」に取り囲まれる。その後、対になる石像が破壊されて、次の攻略対象である巨像が示される。
巨像を倒すと、地図上にその巨像の位置が記されるほか、その位置から天空に光の柱がそそり立ち、上空に魔法陣が描かれる。
| 名称         | 形状         | 居場所           | 弱点                       | 備考                                             |
| ------------ | ------------ | ---------------- | -------------------------- | ------------------------------------------------ |
| 第一の巨像   | ミノタウロス | 峡谷の荒野       | 左足                       | 攻撃方法は棍棒と踏み付け。                       |
| 第二の巨像   | 雄牛         | 海辺の砂浜       | 足の裏                     | 巨大だが動きが非常に鈍い。                       |
| 第三の巨像   | 騎士         | 湖上のダンジョン | 剣                         | 攻撃方法は剣の振り下ろし。鎧を纏っているが脆い。 |
| 第四の巨像   | 麒麟         | 地下道のある平原 | 首のつけ根                 | 地下道を覗き込む癖がある。                       |
| 第五の巨像   | 飛竜         | 湖上の塔群       | ---                        | 滑空したり振り落とそうとする。                   |
| 第六の巨像   | 髭面の大男   | 地下神殿         | ---                        | ヒゲをつたって登れる。                           |
| 第七の巨像   | 電気ウナギ   | 北西の湖         | 背びれの横                 | 水中を悠然と泳ぎ、角から電気を放出する。         |
| 第八の巨像   | ヤモリ       | 階層のある神殿   | 足                         | 壁を登って、毒霧を飛ばす。                       |
| 第九の巨像   | カメ         | 間欠泉の荒野     | 足の裏                     | 炎弾を吐くが、間欠泉に弱い。                     |
| 第十の巨像   | 砂龍         | 砂漠の穴         | 両目                       | 砂中を高速で動き、人間では逃げ切れない。         |
| 第十一の巨像 | 獅子         | 洞窟の遺跡       | ---                        | 火を恐れる。全身を覆う鎧を剥がす必要がある。     |
| 第十二の巨像 | ポセイドン   | 北東の湖         | 腹部                       | 雷弾を発射する。弱点の腹部は水中に隠れている。   |
| 第十三の巨像 | ヘビ         | 南部の砂漠       | エラ袋                     | 袋状の部分を攻撃すると高く飛べなくなる。         |
| 第十四の巨像 | ケルベロス   | 崩れた遺跡       | ---                        | 猪のように突進を繰り出す。                       |
| 第十五の巨像 | ミノタウロス | 北東の寺院       | 右肘                       | 二つ目の弱点は剣を持つ掌にある。                 |
| 第十六の巨像 | イービス     | 最南端の荒野     | 腰の後ろ 左腕の付け根 左胸 | 高層ビルの如き巨体から火球を放つ。               |

## 過去作との繋がり
本作は、同じ開発チームによるアクションアドベンチャーゲーム『ICO』の次作として開発が開始され、初期のプロジェクト名には「Next ICO」を意味する「NICO」という仮名がつけられていた。
本作と『ICO』は同じ世界を舞台にした作品であると設定されており、作中には両作の繋がりを示唆する様々な要素が散りばめられているが、具体的な関連性がどのようなものであるかは受け手の想像に委ねる形となっている。
開発者の上田文人によると、「ワンダの衣装デザイン」「天の声の言葉」「影の存在」など似ている部分もあるが、「具体的な時間のつながりはないが、両方とも舞台となる世界は同じ」であると語られている。
また、『ワンダと巨像』の最終場面で登場する赤ん坊は、『ICO』の背景設定にある「角が生えた赤ん坊」の第1号とのことから、『ICO』よりも以前の物語であると推測されているが、その赤ん坊が『ICO』の主人公であるのか、血縁はあるのかどうかは不明である。

## スタッフ
- ディレクター・ゲームデザイン：上田文人
- プロデューサー：海道賢仁
- 音楽作曲：大谷幸
- 音楽制作：菊地智敦

## 音楽
ゲーム中の音楽はカット・シーンや巨像の登場シーンなどきわめて限られた場面のみで使用され、オーケストラが使用されたサウンドトラックと、音楽が消えて主人公と馬、自然の環境音のみが聞こえるサウンドスケープの対比が効果を上げた。
サウンドトラックは映画『ガメラ』シリーズほか、アニメやゲームの音楽を多数手がけた大谷幸によるもので、各国で評価を得た。

## 評価
- 平成17年度（第9回）文化庁メディア芸術祭 エンターテインメント部門・ゲーム／遊具／キャラ審査委員会推薦作品
- ゲーム・デベロッパーズ・チョイス・アワードで以下6部門にノミネート：Innovation、Game Design、Character Design、Technology、Visual Arts、Best Game。以下5部門を受賞：Innovation、Character Design、Game Design、Visual Arts、Best Game
- The 9Th CESA GAME AWARDS FUTURE を受賞し、その後日本ゲーム大賞2006 優秀賞を受賞。
- オールタイム100ビデオゲーム（All-TIME 100 Video Games）

米タイム誌が2012年11月15日に発表した歴史上最も偉大なビデオゲーム100本に選ばれる。

## 移植
PlayStation 3への移植
2010年9月の東京ゲームショウにて、『ワンダと巨像』と『ICO』のPlayStation 3への移植、フルHDリマスター版の制作が発表された。PS3版は7.1ch サラウンド、フルHD、トロフィー、3D立体視に対応している。PS2版からのHDリマスター化により、解像度的な粗さが減り、非常に画質が向上した。
2作品がセットになった『ICO/ワンダと巨像 Limited Box』も同時発売された。なお海外では2作品を1枚のBDにパッケージしている。
PlayStation 4への移植
2018年2月には、PS4版のフルリメイク版が発売された。PS3版とは異なり、グラフィックなど多くの部分を新たに新規制作されたフルリメイクである。
最新のゲームエンジンにより再現されたグラフィックは、PS3版をはるかに上回るクオリティーとなり、たとえば草原や森の草木、巨像の体毛の一本一本などが判別できる。また、PS4 Proでは4K/30fpsもしくはフルHD/60fps対応となり、HDRにも対応している。
さらに「フォトモード」が実装されたり、「複数のコントロール設定」が用意されて操作性が改善されるなど、一部追加要素も存在する。トロフィーについても、PS3版とは一部異なるトロフィーが用意された。
マップ各地に79個存在する「謎の光」が追加され、すべて集めて「隠された部屋」に行くと、ドルミンの剣を入手できるようになった。

## 関連商品
- ガイドブック
  - 『ワンダと巨像 公式攻略&設定本 古えの地綺譚』 ISBN 4-7577-2580-9
  - 『Shadow of the Colossus（TM） Official Strategy Guide』（Official Strategy Guides（Bradygames）） ISBN 0-7440-0643-0
- オリジナルサウンドトラック
  - 『ワンダと巨像 大地の咆哮』 KICA-1379

## 映画化
2009年にはソニーピクチャーズ主導でハリウッド映画化されることが発表され、2014年には、アンディ・ムスキエティ監督がメガホンを取ることが報じられたものの、その後2022年に至るまで制作の進捗は報告されていない。